# Mahendra Singh
Mahendra Singh (Patiala, 16 settembre 1852 – Patiala, 13 aprile 1876) fu maharaja di Patiala dal 1862 al 1876.

## Biografia
Mohinder Singh era figlio di Narinder Singh, Maharaja di Patiala. Membro della dinastia Phulkian, succedette al padre sul trono nel 1862 quando era ancora bambino e fu pertanto affidato ad un consiglio di reggenza che guidò per lui lo stato sino al raggiungimento della sua maggiore età nel 1870.
Durante il suo regno venne progettato e realizzato il canale di Sirhind che fu una delle principali innovazioni tecnologiche in campo agricolo nell'area. Fondò il Mohindra College dove l'istruzione venne consentita in modo gratuito e libero, e venne costruita la linea telegrafica tra Patiala ed Ambala.
Morì nel 1876 e venne succeduto da suo figlio Rajinder Singh, che aveva appena quattro anni.